# 栃木プロレス
栃木プロレス（とちぎプロレス）は、カミウトラストホールディングス株式会社が運営するプロレスプロモーション。

## 概要
2014年からオリオンスクエアで開催しているプロレスイベント「ファイティング・ビアガーデン」の発起人である臼井伸太郎が新型コロナウイルス感染症の収束後、栃木をプロレスで元気づけようと地域密着型プロレス団体の設立を目指して親友で「ファイティングビアガーデン」に参戦しているプロレスリングZERO1の大谷晋二郎に協力を要請。ZERO1としても当時の親会社のダイコーホールディングスがプロレス団体の垣根を超えた企画の一環で「地方にプロレス団体を造る」などの構想が有り、臼井が新たに設立したカミウトラストホールディングスが運営する栃木プロレスを設立して旗揚げ時は大谷、ZERO1の若手選手を所属選手としていた。
栃木プロレスは「栃木で8番目のプロチーム」を自称しておりSNSやラジオCM等で使用している。
既存7チームは栃木SC、栃木シティFC、宇都宮ブレックス、宇都宮ブリッツェン、那須ブラーゼン、栃木ゴールデンブレーブス、H.C.栃木日光アイスバックスである。
2025年2月、プロレス団体のような活動が主体となっていたが、原点に戻り、今後はプロレスプロモーションとし、選手には大会ごとにオファーすると公表、所属選手と契約変更した。

## 理念
協力者の大谷晋二郎による思いを理念としている。
- プロレスで世の中を変えたい![4]
- プロレスで栃木を盛り上げたい![4]

## 歴史
2021年
- 6月3日、プロレスリングZERO1の大谷晋二郎による協力の下で臼井伸太郎がプロレス団体として設立。
- 6月15日、オリオンスクエアで大谷が設立記者会見を行った[5]。また、ZERO1所属選手による特別試合が行われた[6]。
- 6月、ZERO1の合宿所が川崎から宇都宮に移転してZERO1の若手選手も移住した[6]。
- 8月25日から8月27日、オリオンスクエアで旗揚げ3連戦を開催[6]。

2022年
- 3月、大田原市立大田原中学校の立志式で大谷らが公演と試合を行った[7]。
- 4月3日、栃木県護国神社で奉納プロレスを開催[8]。

2023年
- 6月12日、学校法人船田教育会との連携と協力に関する協定を締結[9]。
- 6月18日、カンセキスタジアムとちぎで開催された栃木SCの試合開始前に駐車場でリング体験、プロレス教室、試合などを行った[10][11]。
- 8月6日、ふるさと宮まつりでパレードしつつ試合をするパフォーマンスを行った[12]。

2024年
- 1月1日、初の後楽園ホール大会を開催。ZERO1名義による興行だが試合開始前に臼井が事実上の栃木プロレス主催による興行であることを示唆した挨拶を行った[13]。
- 2月2日、大田原市立湯津上中学校の立志式で北村彰基らが講演と試合を行った[14]。
- 2月18日、不動力也が副社長に就任[15]。
- 3月3日、後楽園ホールで栃木プロレス主催「ZERO1旗揚げ23周年記念大会」を開催[16]。また、星野良が膝を負傷して長期欠場となる[17]。
- 12月12日、オリオンスクエア大会の際、北村彰基が右膝を負傷し前十字靭帯損傷と診断され長期欠場濃厚となる[18]。
- 12月27日、ZERO1との契約満了により、親会社のダイコーホールディングスから新たな親会社となるスタジオバックドロップが運営するため、ZERO1とは別団体になることを発表[19]。

2025年
- 1月1日、後楽園ホールで「謹賀新年&大谷エイド 何度でも立ち上がれ」で星野が復帰[18]。
- 1月2日、Bright Future無差別級王座の創設を発表。
- 2月24日、プロレス団体からプロレスプロモーションへの変更、所属選手との契約変更を発表[1]。朱鷺裕基[20]、松永隼也[21]が3月9日の大会を持って所属を卒業しフリー表明。後日二人ともZERO1に再加入。
- 5月31日、JR東日本が烏山線沿線活性化のために企画の団体列車「充電！　烏山線プロレス号」内でプロレス興行実施[22]。

## タイトルホルダー
| タイトル                  | 保持者   | 歴代 |
| ------------------------- | -------- | ---- |
| Bright Future無差別級王座 | 永尾颯樹 | 初代 |

## 主要参戦選手
- KAMIKAZE
- 不動力也
- 佐藤嗣崇
- 井坂レオ
- 香取貴大
- 斎藤拓海
- 北村彰基
- 馬場拓海
- 永尾颯樹
- 星野良
- 一
- リル・クラーケン

## スタッフ

### レフェリー
- トミー茨城（2AW）

### リングアナウンサー
- オッキー沖田（フリー）
- ファンキー佐藤（フリー）

## 歴代所属選手
所属選手にはライセンスナンバーが付与されている。
- 0 : 大谷晋二郎（2025年2月24日契約終了）
- 1 : 北村彰基（2025年2月24日契約終了）
- 2 : 太嘉文（2023年3月5日引退）
- 3 : 馬場拓海（2025年2月24日契約終了）
- 4 : 永尾颯樹（2025年2月24日契約終了）
- 5 : 松永準也（2025年2月24日契約終了、フリー表明）
- 6 : 日力源太（2022年4月退団）
- 7 : 星野良（2025年2月24日契約終了）
- 8 : 朱鷺裕基（2025年2月24日契約終了、フリー表明）[24]

## 歴代スタッフ
- レフェリー 笹崎勝己（プロレスリングZERO1）

## 試合中継
放送中の番組
- 栃木プロレスだョ全員集合!!（とちぎテレビ）

## 関連番組
放送中の番組
- 週刊"栃木"プロレス（栃木放送）

終了した番組
- 栃木プロレスLIVE（コミュニティFMミヤラジ）（2023年4月から2024年6月まで月2回放送）